# Département des Politiques de la jeunesse et des Activités sportives
Le département des Politiques de la jeunesse et des Activités sportives (en italien : Dipartimento per le politiche giovanili e le attività sportive) est un département de la  présidence du Conseil des ministres d'Italie chargé de la jeunesse et des sports, existant entre 2006 et 2008.

## Histoire
À l'occasion de la formation du gouvernement Prodi II, les compétences en matière de jeunesse confiées au ministère du Travail et celles dans le domaine des sports relevant du ministère pour les Biens et Activités culturels sont transférées à la présidence du Conseil des ministres. Elles sont déléguées au sein du conseil des ministres à la ministre sans portefeuille pour les Politiques de la jeunesse et les Activités sportives Giovanna Melandri. Le département spécifique est créé le 4 août 2006.
Le département est scindé en deux entités deux ans plus tard, lors de la prise de fonction du gouvernement Berlusconi IV, entre le département de la Jeunesse et le bureau des Sports. Le premier relève de la ministre sans portefeuille Giorgia Meloni et le second du secrétaire d'État à la présidence du Conseil Rocco Crimi.
Cette séparation subsiste à la constitution du gouvernement Monti en novembre 2011, les questions de jeunesse revenant au ministre pour la Coopération internationale et l'Intégration Andrea Riccardi tandis que celles concernant les sports sont confiées au ministre pour les Affaires régionales, le Tourisme et les Sports. En juin 2012, le département des Affaires régionales absorbe officiellement les compétences sur le sport et le département de la Jeunesse est renommé en « département de la Jeunesse et du Service civil national ».